# Knock Knock, Who's There?
"Knock Knock, Who's There?" ("Toc Toc, Quem é?") foi a canção que representou o Reino Unido no Festival Eurovisão da Canção 1970, interpretada em inglês por Mary Hopkin. Em 7 de março de 1970, Mary Hopkin interpretou as seis canções na final britânica, A Song for Europe que foi transmitida na série televisiva "It's Cliff Richard!". Hopkin foi escolhida pela BBC para ser a representante britânica daquele ano. e a canção vencedora foi escolhida por voto via postal. A canção escolhida pelo público britânico foi "Knock Knock, Who's There?" a sexta e última a ser interpretada pela cantora, tendo obtido mais de 120.000 votos. Em Amsterdã, no Festival Eurovisão da Canção foi a sétima a ser interpretada na noite, depois da canção francesa "Marie-Blanche", interpretada por Guy Bonnet e antes da canção luxemburguesa "Je suis tombé du ciel", interpretada por David Alexandre Winter. A canção britânica terminaria em segundo lugar, tendo conquistado 26 pontos. Depois da Eurovisão, alcançou o n.º 2 do UK Singles Chart.

## Autores
- Letra e música: John Carter and Geoff Stephens
- Orquestração: Johnny Arthey

## Letra
A cantora exprime um grande otimismo acerca do amor finalmente encontrado por ela. No ponto exato em que dizia que o otimismo dela estava a desvanecer-se e ela estava resignada a não encontrar amor ou qualquer relacionamento, eis que ela ouve um "Toc Toc" que significa que o amor era possível para ela, ela pede ao amor "para vir para dentro" e dentro da vida dela. 